# Юсеф Муфтах
Юсеф Муфтах (араб. يوسف مفتاح; нар. 16 травня 1988, Катар) — катарський футболіст, правий захисник «Аль-Арабі».

## Клубна кар'єра
Народився 16 травня 1988 року в Катарі. Вихованець клубу «Аль-Вакра», у футболці якого 2007 року й розпочав дорослу футбольну кар'єру. З 2013 по 2021 рік захищав кольори клубів «Аль-Джаїш» та «Аль-Гарафа». Наприкінці липня 2021 року перебрався до «Аль-Арабі».

## Кар'єра в збірній
У футболці національної збірної Катару дебютував 5 вересня 2013 року в переможному (3:0) домашньому товариському матчі проти Маврикія. Юсеф вийшов на поле на 46-й хвилині, замінивши Мосаба Махмуда. Загалом у національні команді провів 2 товариські поєдинки, ще 3 рази потапляв до заявки на матчі кваліфікації кубку Азії, але в усих випадках залишався на лаві запасних.

## Титули і досягнення
- Володар Кубка зірок Катару (3):

«Аль-Вакра»: 2011/12
«Аль-Гарафа»: 2017/18, 2018/19
- Володар Кубка наслідного принца Катару (2):

«Аль-Джаїш»: 2014, 2016
- Володар Кубка Еміра Катару (1):

«Аль-Арабі»: 2023